# Orchestra Teatro Regio Torino
L'Orchestra Teatro Regio Torino deriva dall'orchestra fondata nel 1895 da Arturo Toscanini, sotto la cui direzione furono eseguiti numerosi concerti e storiche produzioni operistiche. L’Orchestra in particolare ha eseguito la prima italiana del Il crepuscolo degli dei di Richard Wagner e della Salomè di Richard Strauss e le prime assolute di Manon Lescaut e La bohème di Puccini. L'orchestra e il Teatro Regio di Torino sono due entità distinte, in quanto l'orchestra si esibisce anche in numerose tournée in tutto il mondo.

## Storia
Nel corso della sua storia ha dimostrato una particolare duttilità nell’affrontare il grande repertorio così come molti titoli del Novecento, anche in prima assoluta, come Gargantua di Azio Corghi e Leggenda di Alessandro Solbiati. L’Orchestra si è esibita con i solisti più celebri e alla guida del complesso si sono alternati direttori di fama internazionale come Roberto Abbado, Vladimir Davidovič Aškenazi, Bruno Bartoletti, Semën Byčkov, Bruno Campanella, Ottavio Dantone, Gianluigi Gelmetti, Valerij Abisalovič Gergiev, Christopher Hogwood, Fabio Luisi, Luisotti, Michele Mariotti, Daniel Oren, Evelino Pidò, Yutaka Sado, William Steinberg, Jeffrey Tate e Gianandrea Noseda,  che dal 2007 al 2018 ha ricoperto il ruolo di Direttore musicale del Teatro Regio. Ha inoltre accompagnato grandi compagnie di balletto come quelle del Balletto Bol'šoj di Mosca e del Teatro Mariinskij di San Pietroburgo.

## Tournée
L'orchestra ha compiuto tournée in tutto il mondo; negli ultimi anni è stata ospite, sotto la guida del maestro Noseda, in Germania, Spagna, Austria, Francia e Svizzera. Nell’estate del 2010 ha tenuto una importtante tournée in Giappone e in Cina con La traviata e La bohème, accolta in modo trionfale, un successo bissato nel 2013 con il “Regio Japan Tour”. Dopo le tournée a San Pietroburgo ed Edimburgo, nel 2014 si è tenuto a dicembre la prima tournée negli Stati Uniti e in Canada.
Tre gli appuntamenti internazionali del 2016 i complessi artistici del Teatro sono stati ospiti d’onore al 44° Hong Kong Arts Festival, poi a Parigi e a Essen, per terminare al Festival dell'opera di Savonlinna. Dopo le tappe a Ginevra e a Lugano, nel 2017 l’Orchestra è stata impegnata in un concerto a Buenos Aires e ospite per la seconda volta al Festival di Edimburgo con quattro rappresentazioni della Bohème, tre del Macbeth, in seguito ripreso in forma di concerto a Parigi nonché la Messa da Requiem di Verdi. È stata infine tenuta la prima tournée in Medio Oriente, con tre rappresentazioni di Aida alla Royal Opera House di Muscat, in Oman.
Nel 2018 i complessi del Teatro hanno inaugurato il festival Septembre Musical di Montreux-Vevey e sono stati ospiti della Sagra Musicale Malatestiana di Rimini con un programma di sinfonie e cori da opere di Verdi e Wagner.
Nell'agosto 2019 l'orchestra ha riscosso entusiastici consensi con due rappresentazioni della Traviata di Henning Brockhaus e Josef Svoboda allo storico Festival di Lubiana, in Slovenia, sotto la direzione di Donato Renzetti.

## Attività discografica
L’Orchestra e il Coro del Teatro hanno una intensa attività discografica, nell’ambito della quale si segnalano diverse produzioni video di particolare interesse: Medea, Edgar, Thaïs, Adriana Lecouvreur, Boris Godunov, Un ballo in maschera, I Vespri siciliani, Don Carlo, Faust, Aida, La bohème, L’incoronazione di Dario, Turandot, La donna serpente, I Lombardi alla prima crociata, Agnese, una preziosa riscoperta dalla produzione di Ferdinando Paër, e Violanta di Erich Wolfgang Korngold.
Tra le incisioni discografiche più recenti, tutte dirette da Gianandrea Noseda, figurano la Seconda Sinfonia di Mahler (Fonè), il cd Fiamma del Belcanto con Diana Damrau (Warner- Classics/Erato), recensito dal «New York Times» come uno dei 25 migliori dischi di musica classica del 2015, due cd verdiani con Rolando Villazón e Anna Netrebko e uno mozartiano con Ildebrando D’Arcangelo (Deutsche Grammophon); Chandos ha pubblicato Quattro pezzi sacri di Verdi e, nell’ambito della collana «Musica Italiana», due album dedicati a composizioni sinfonico-corali di Goffredo Petrassi. Infine, nel 2022 Dynamic ha pubblicato il Requiem di Mozart diretto da Stefano Montanari.